# 大森享一
大森 享一（おおもり きょういち、1940年10月23日 - ）は、北海道出身の元スキージャンプ選手。現在はスキー連盟の役員を務める。

## プロフィール
北海道立小樽千秋高校（現在の北海道小樽工業高等学校）を経て羽幌炭鉱で競技を続ける。

高校時代は第14回国体少年組で優勝。社会人では多くの大会でベスト10の常連だったものの優勝は無い。
現役引退後は飛型審判や競技委員長、技術代表など競技運営に携わり、現在全日本スキー連盟ジャンプ技術・運営委員長、財団法人札幌スキー連盟常務理事。2002年のソルトレイクシティオリンピック日本代表スキージャンプチーム監督を務めた。